# Cozumeltvättbjörn
Cozumeltvättbjörn (Procyon pygmaeus) är en art i släktet tvättbjörnar.

## Kännetecken
Djuret liknar den vanliga tvättbjörnen (Procyon lotor) i utseende men är cirka 15 procent kortare och ungefär 45 procent lättare. Cozumeltvättbjörn når en kroppslängd (med svans) mellan 66 och 79 centimeter, en svanslängd mellan 22 och 25 centimeter samt en vikt mellan 3,0 och 3,9 kilogram. Bakfötterna är lite kortare än 10 cm och öronen är lite längre än 4 cm. Kännetecknande är ett brett svart band vid halsen, den gulaktiga svansen samt runda näsborrar och små tänder.
Arten har i varje käkhalva 3 framtänder, en hörntand, 4 premolarer och 2 molarer, alltså 40 tänder i hela tanduppsättningen.

## Utbredning och habitat
Arten är endemisk på den mexikanska ön Cozumel där den vistas i mangrove och andra träskområden nära kusten upp till 20 meter över havet.

## Levnadssätt
Djuret är allätare men cirka 50 procent av födan utgörs av krabbor. Dessutom äter den mindre ryggradsdjur, insekter och frukter, frön samt blad. Det är nästan ingenting känt om artens sätt att fortplanta sig. Honor som diar sina ungar iakttogs mellan maj och juni.

## Population och hot
Beståndet av vuxna Cozumeltvättbjörnar uppskattades 2007 till mellan 192 och 567 individer. IUCN listar arten som akut hotad (critically endangered). Det största hotet utgörs av levnadsområdets förstöring genom orkaner. Arten hotas även av sjukdomar som rabies, skabb och valpsjuka. Dessutom hittades ett flertal parasiter.